# Millevaches
Pour les articles homonymes, voir Plateau de Millevaches et Mille vaches.
Millevaches [milvaʃ] est une commune française située dans le département de la Corrèze en région Nouvelle-Aquitaine.

## Géographie

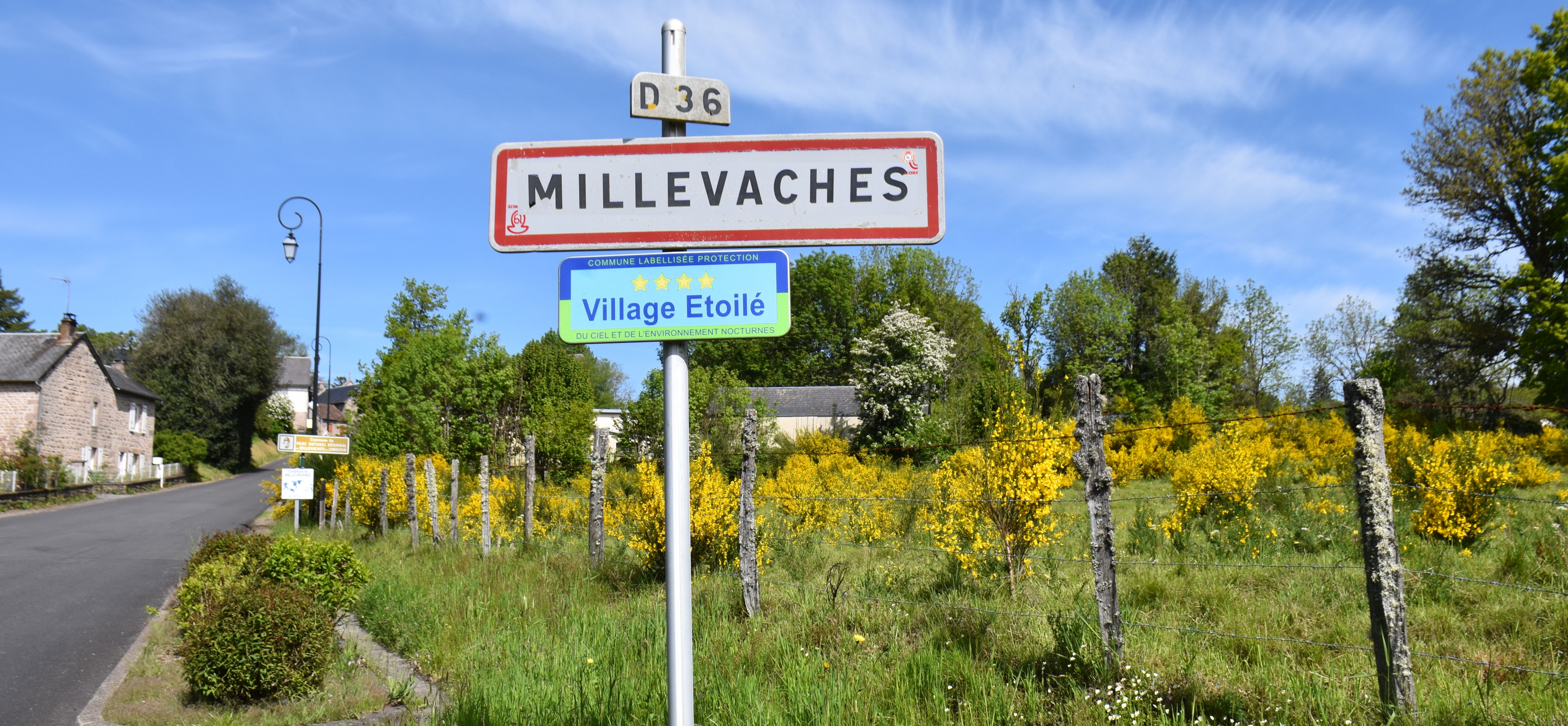
Une entrée de la commune.

Commune située dans le Massif central faisant partie du parc naturel régional de Millevaches en Limousin. Le village de Millevaches se distingue par au moins deux caractéristiques. La première est qu’il constitue le chef-lieu de commune le plus élevé de tout le Limousin, perché entre 890 et 920 mètres d'altitude. La seconde est qu’il se situe sur la ligne de partage des eaux entre les affluents de la Loire et ceux de la Dordogne. Au nord, c'est la Vienne qui prend sa source à environ 4 km du bourg, au sud, la Vézère, la Luzège et la Triouzoune sont tout juste distantes de 3 à 5 kilomètres.

### Localisation
|  |  |

### Climat
Pour des articles plus généraux, voir Climat de la Nouvelle-Aquitaine et Climat de la Corrèze.
Historiquement, la commune est exposée à un climat montagnard.
En 2020, Météo-France publie une typologie des climats de la France métropolitaine dans laquelle la commune est exposée à un climat de montagne et est dans la région climatique  Ouest et nord-ouest du Massif Central, caractérisée par une pluviométrie annuelle de 900 à 1 500 mm, maximale en automne et en hiver.
Pour la période 1971-2000, la température annuelle moyenne est de 8,6 °C, avec  une amplitude thermique annuelle de 14,2 °C. Le cumul annuel moyen de précipitations est de 1 316 mm, avec 15,1 jours de précipitations en janvier et 8,8 jours en juillet. Pour la période 1991-2020, la température moyenne annuelle observée sur la station météorologique la plus proche, située sur la commune de Peyrelevade à 8 km à vol d'oiseau, est de 9,2 °C et le cumul annuel moyen de précipitations est de 1 338,6 mm,. Pour l'avenir, les paramètres climatiques de la commune estimés pour 2050 selon différents scénarios d’émission de gaz à effet de serre sont consultables sur un site dédié publié par Météo-France en novembre 2022.

## Urbanisme

### Typologie
Au 1er janvier 2024, Millevaches est catégorisée commune rurale à habitat très dispersé, selon la nouvelle grille communale de densité à 7 niveaux définie par l'Insee en 2022.
Elle est située hors unité urbaine et hors attraction des villes,.

### Occupation des sols
L'occupation des sols de la commune, telle qu'elle ressort de la base de données européenne d’occupation biophysique des sols Corine Land Cover (CLC), est marquée par l'importance des forêts et milieux semi-naturels (61,1 % en 2018), en diminution par rapport à 1990 (64,5 %). La répartition détaillée en 2018 est la suivante : 
forêts (42 %), prairies (28,5 %), milieux à végétation arbustive et/ou herbacée (19,1 %), zones agricoles hétérogènes (10,4 %).
L'évolution de l’occupation des sols de la commune et de ses infrastructures peut être observée sur les différentes représentations cartographiques du territoire : la carte de Cassini (XVIIIe siècle), la carte d'état-major (1820-1866) et les cartes ou photos aériennes de l'IGN pour la période actuelle (1950 à aujourd'hui).

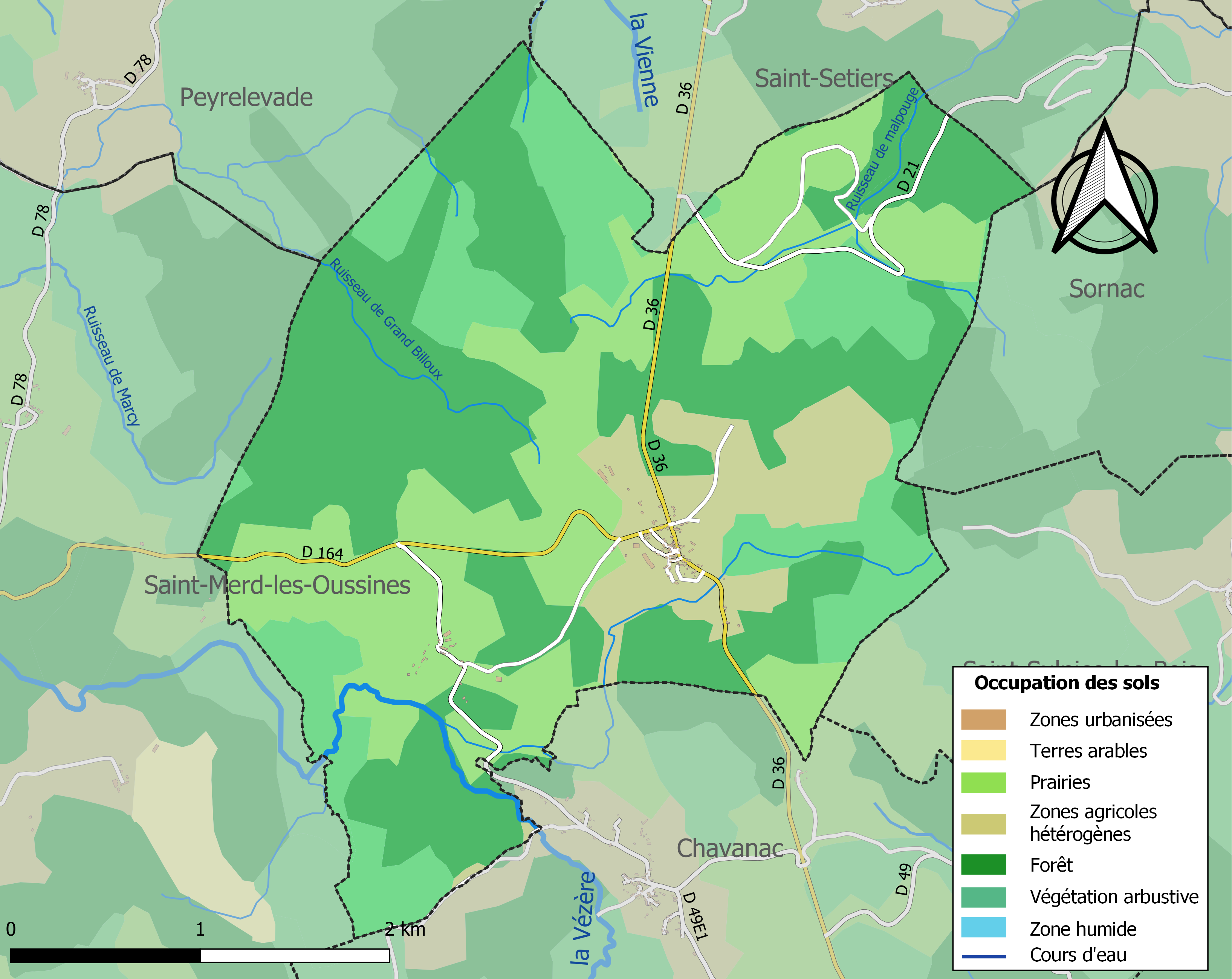
Carte des infrastructures et de l'occupation des sols de la commune en 2018 (CLC).

### Risques majeurs
Le territoire de la commune de Millevaches est vulnérable à différents aléas naturels : météorologiques (tempête, orage, neige, grand froid, canicule ou sécheresse), feux de forêts et séisme (sismicité très faible). Il est également exposé à deux risques particuliers : le risque minier et le risque de radon. Un site publié par le BRGM permet d'évaluer simplement et rapidement les risques d'un bien localisé soit par son adresse soit par le numéro de sa parcelle.

#### Risques naturels

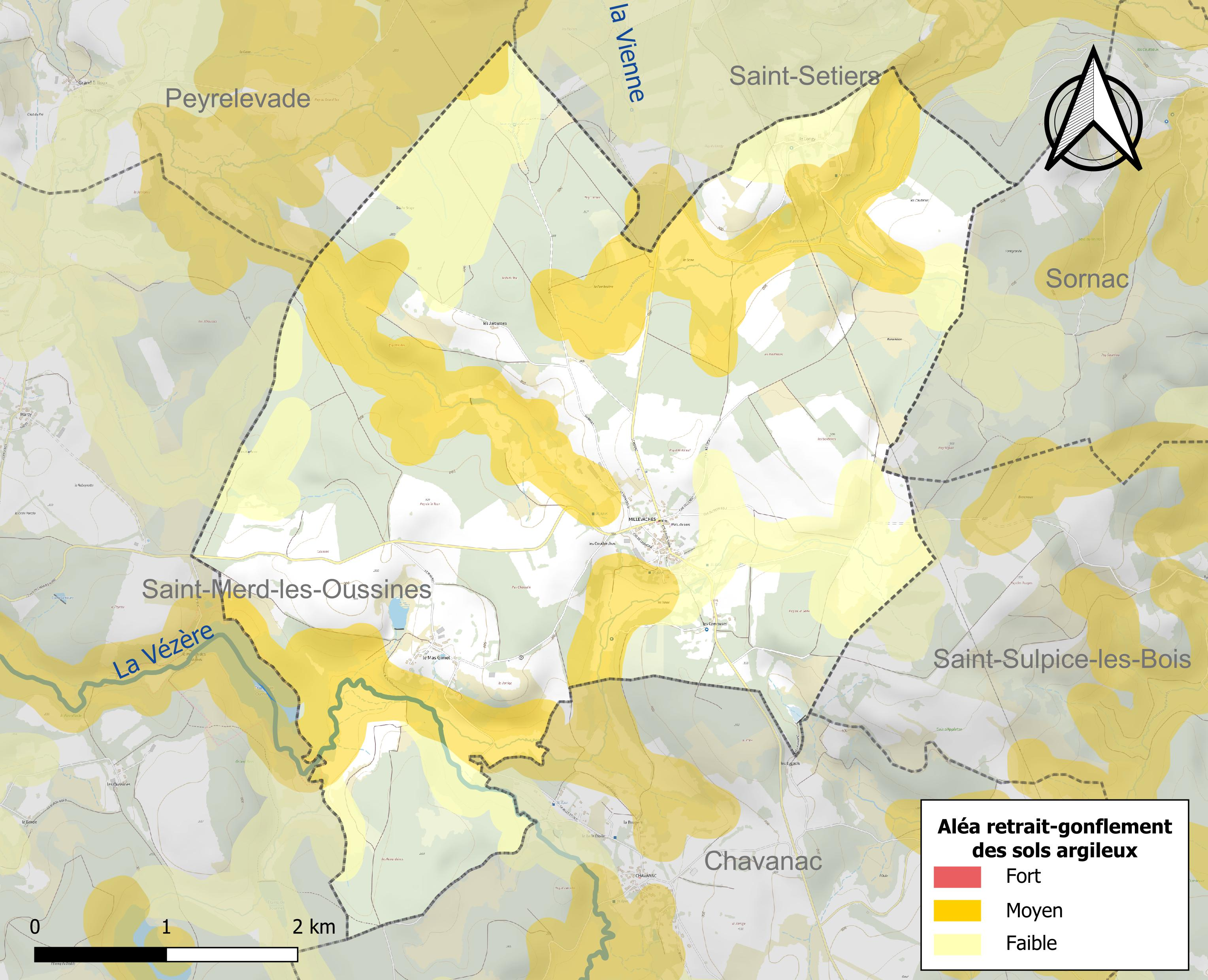
Carte des zones d'aléa retrait-gonflement des sols argileux de Millevaches.

Le retrait-gonflement des sols argileux est susceptible d'engendrer des dommages importants aux bâtiments en cas d’alternance de périodes de sécheresse et de pluie. 25,9 % de la superficie communale est en aléa moyen ou fort (26,8 % au niveau départemental et 48,5 % au niveau national). Sur les 75 bâtiments dénombrés sur la commune en 2019, quatre sont en aléa moyen ou fort, soit 5 %, à comparer aux 36 % au niveau départemental et 54 % au niveau national. Une cartographie de l'exposition du territoire national au retrait gonflement des sols argileux est disponible sur le site du BRGM,.
Concernant les feux de forêt, aucun plan de prévention des risques incendie de forêt (PPRIF) n’a été établi en Corrèze, néanmoins le code de l’urbanisme impose la prise en compte des risques dans les documents d’urbanisme. Le périmètre des servitudes d'utilité publique et des zones d'obligation légale de débroussaillement pour les particuliers est quant à lui défini pour la commune dans une carte dédiée.

#### Risques particuliers
La commune est  concernée par le risque minier, principalement lié à l’évolution des cavités souterraines laissées à l’abandon et sans entretien après l’exploitation de mines.
Dans plusieurs parties du territoire national, le radon, accumulé dans certains logements ou autres locaux, peut constituer une source significative d’exposition de la population aux rayonnements ionisants. Certaines communes du département sont concernées par le risque radon à un niveau plus ou moins élevé. Selon la classification de 2018, la commune de Millevaches est classée en zone 3, à savoir zone à potentiel radon significatif.

## Toponymie
La commune, pourtant parmi les moins peuplées de la zone en question, a donné son nom au plateau de Millevaches. Ce nom est attesté sous les formes suivantes : Millevaccas en 1048, de Mille Vaccis vers 1315, Miauvatsas au XVIIe siècle. La légende confirme le sens obvie de « mille vaches », « immense pâturage », alors qu'Albert Dauzat proposait un hybride gallo-latin *melo vacua « montagne abandonnée », ce que Marcel Villoutreix ne juge pas impossible.
Son nom est Miuvachas en auvergnat et en limousin.

## Histoire
En 1048, le vicomte d'Aubusson cède le lieudit de Millevaches à l'abbaye d'Uzerche. Le village est mentionné dans le cartulaire de cette abbaye sous la forme latinisée de Millevacas en 1145 et 1146.

## Politique et administration

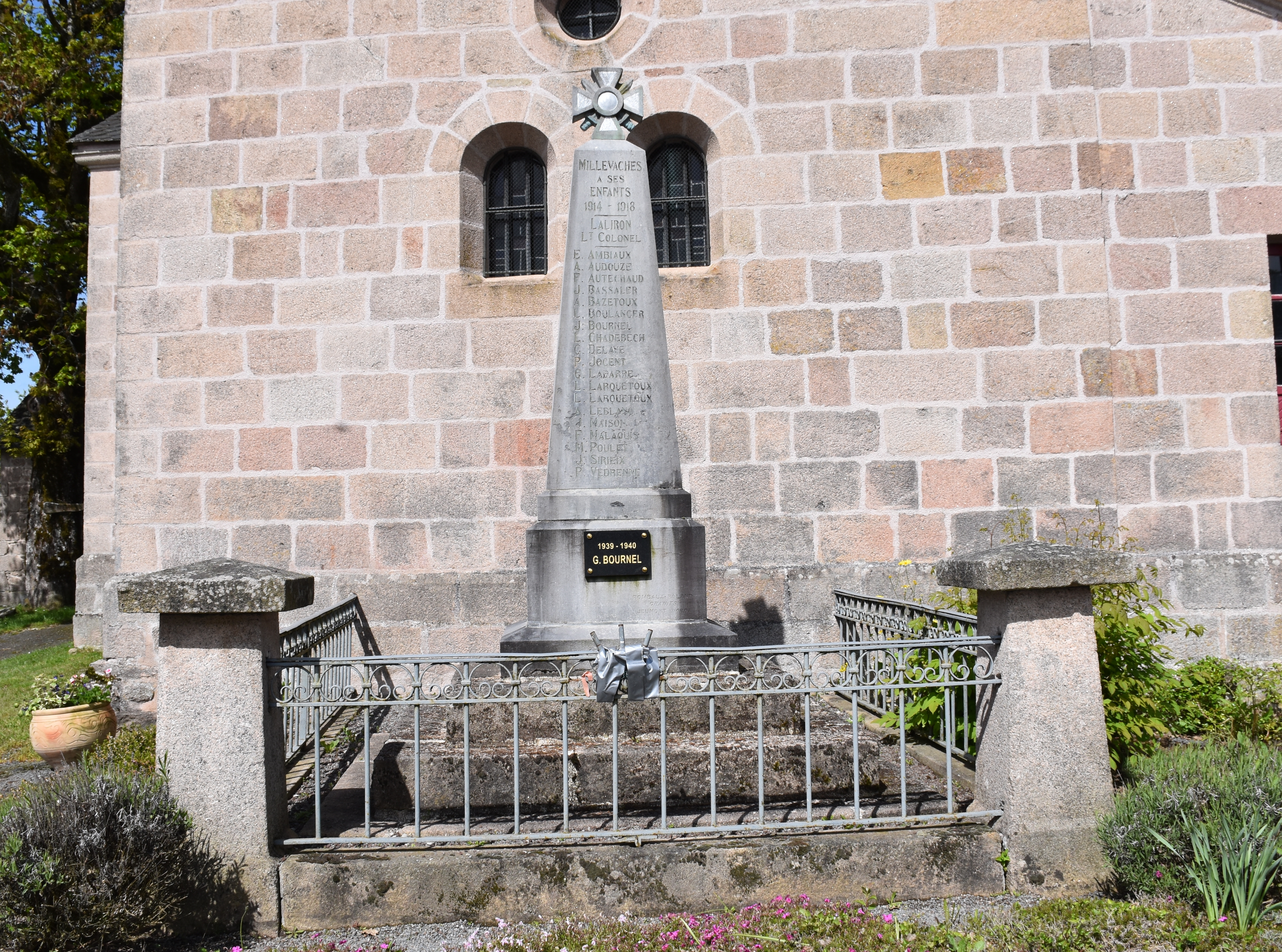
Le monument aux morts.

## Démographie
| 1793 | 1800 | 1806 | 1821 | 1831 | 1836 | 1841 | 1846 | 1851 |
| ---- | ---- | ---- | ---- | ---- | ---- | ---- | ---- | ---- |
| 300  | 233  | 257  | 270  | 260  | 302  | 306  | 325  | 333  |

| 1856 | 1861 | 1866 | 1872 | 1876 | 1881 | 1886 | 1891 | 1896 |
| ---- | ---- | ---- | ---- | ---- | ---- | ---- | ---- | ---- |
| 334  | 331  | 324  | 321  | 353  | 341  | 307  | 367  | 371  |

| 1901 | 1906 | 1911 | 1921 | 1926 | 1931 | 1936 | 1946 | 1954 |
| ---- | ---- | ---- | ---- | ---- | ---- | ---- | ---- | ---- |
| 330  | 326  | 432  | 261  | 244  | 311  | 235  | 168  | 142  |

| 1962 | 1968 | 1975 | 1982 | 1990 | 1999 | 2006 | 2007 | 2012 |
| ---- | ---- | ---- | ---- | ---- | ---- | ---- | ---- | ---- |
| 105  | 113  | 86   | 79   | 76   | 82   | 89   | 90   | 82   |

| 2017 | 2022 | - | - | - | - | - | - | - |
| ---- | ---- | - | - | - | - | - | - | - |
| 81   | 77   | - | - | - | - | - | - | - |

## Lieux et monuments
- Église Sainte-Madeleine de Millevaches. Elle est inscrite à l'Inventaire général du patrimoine culturel[25].
- La maison du Parc naturel régional de Millevaches en Limousin est installée à Millevaches.

### Galerie:L'église Sainte-Madeleine

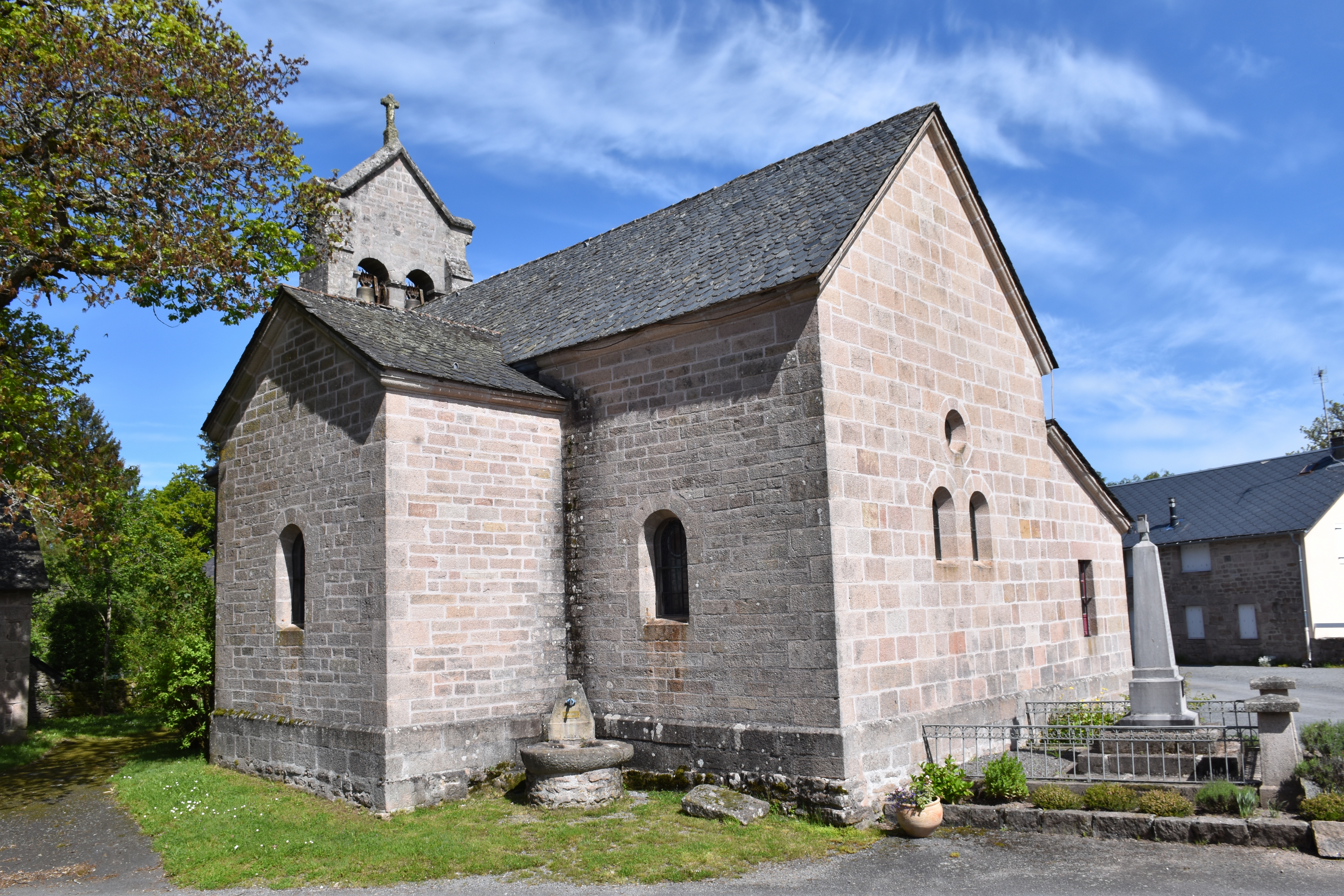
Vue du chevet.
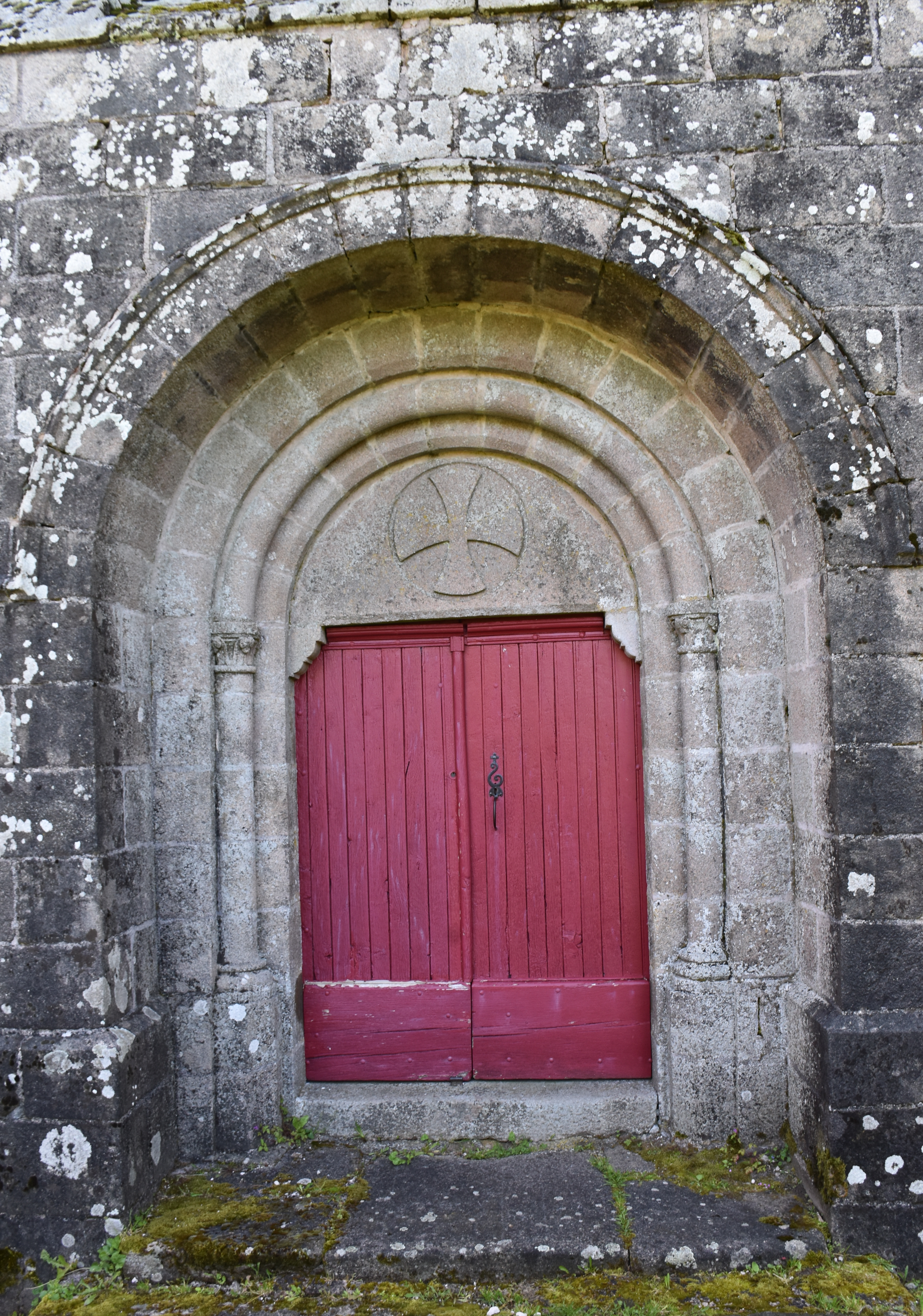
Le portail roman surmonté d'une croix de Malte.
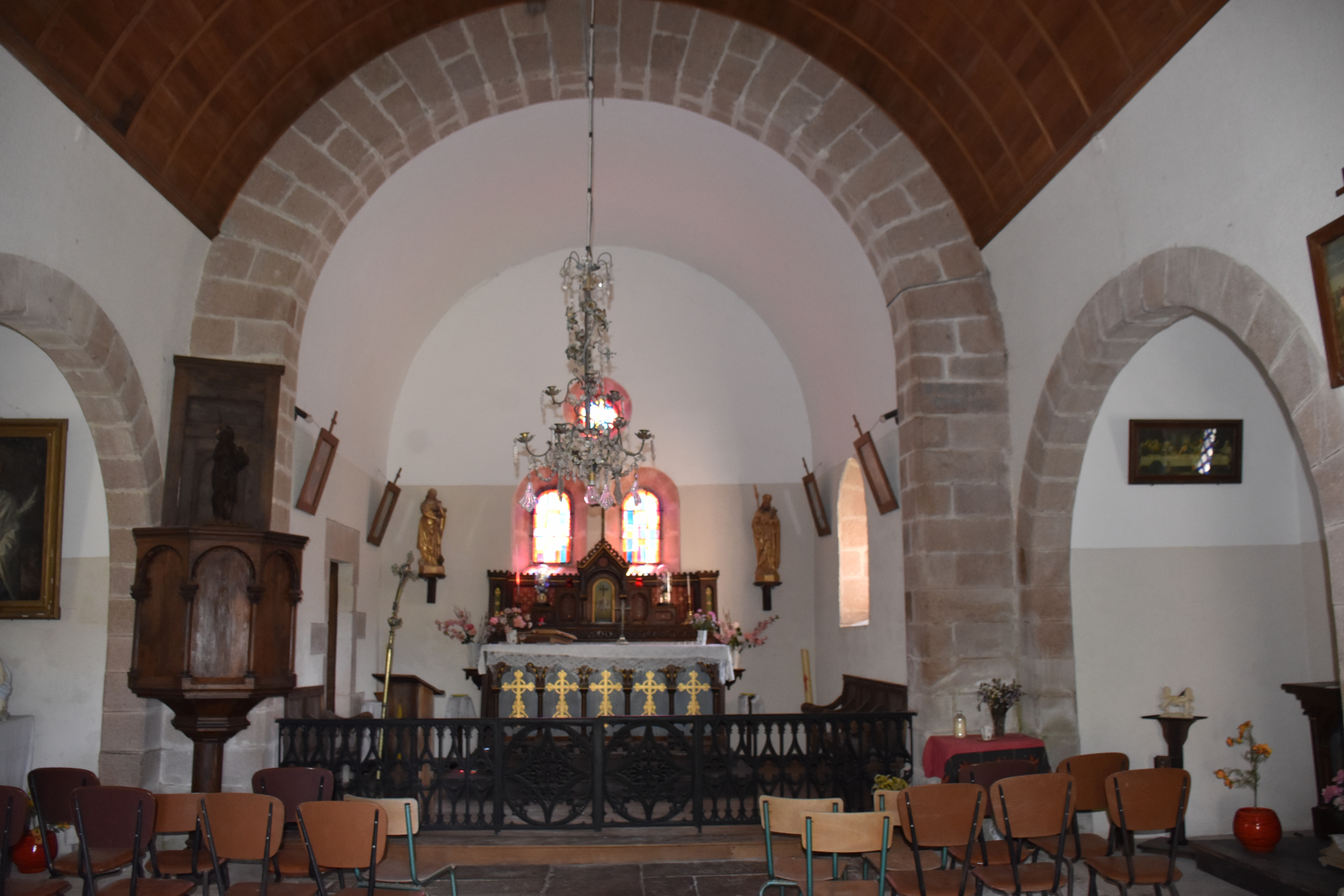
La nef.
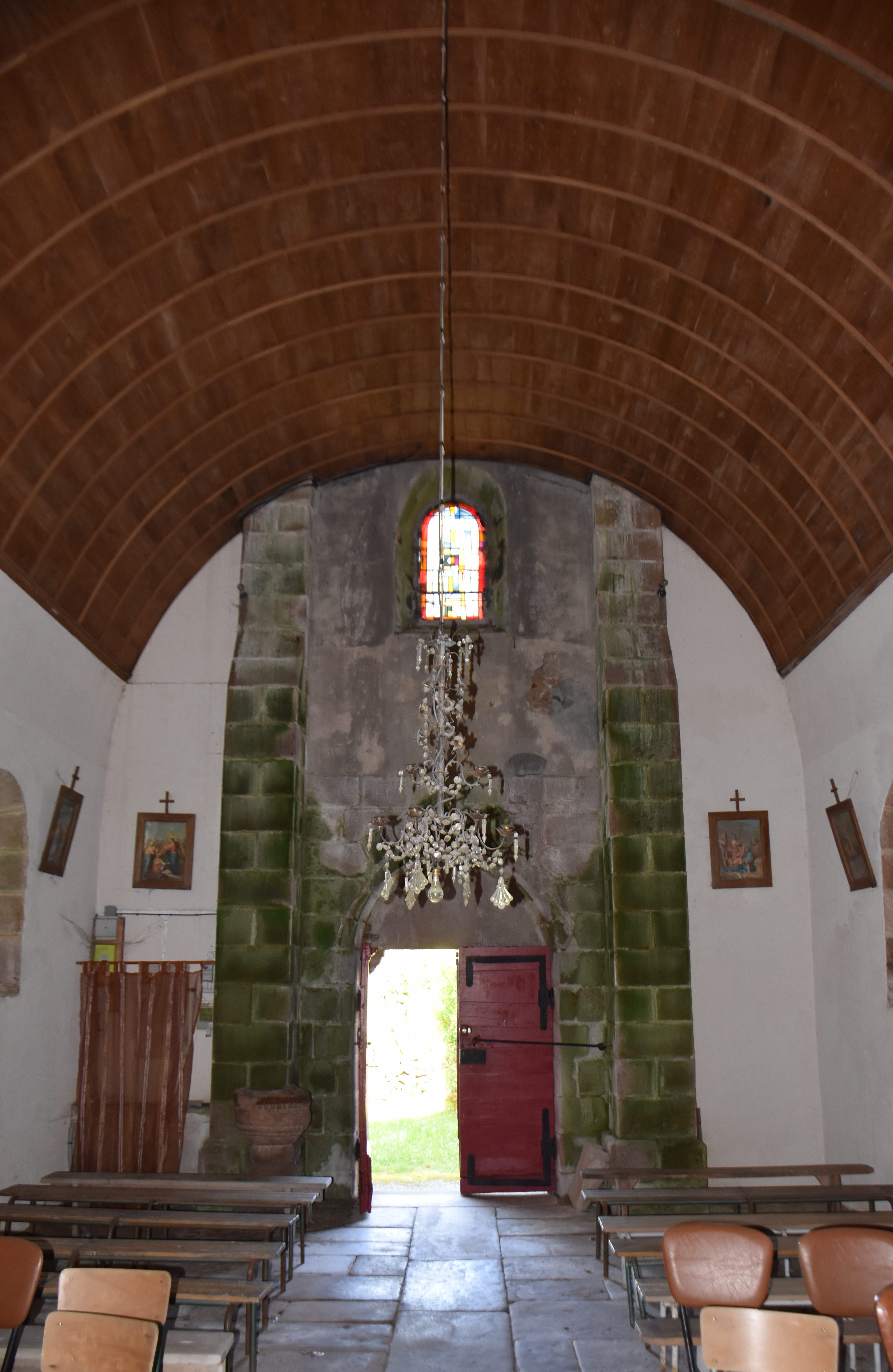
La nef côté porche.
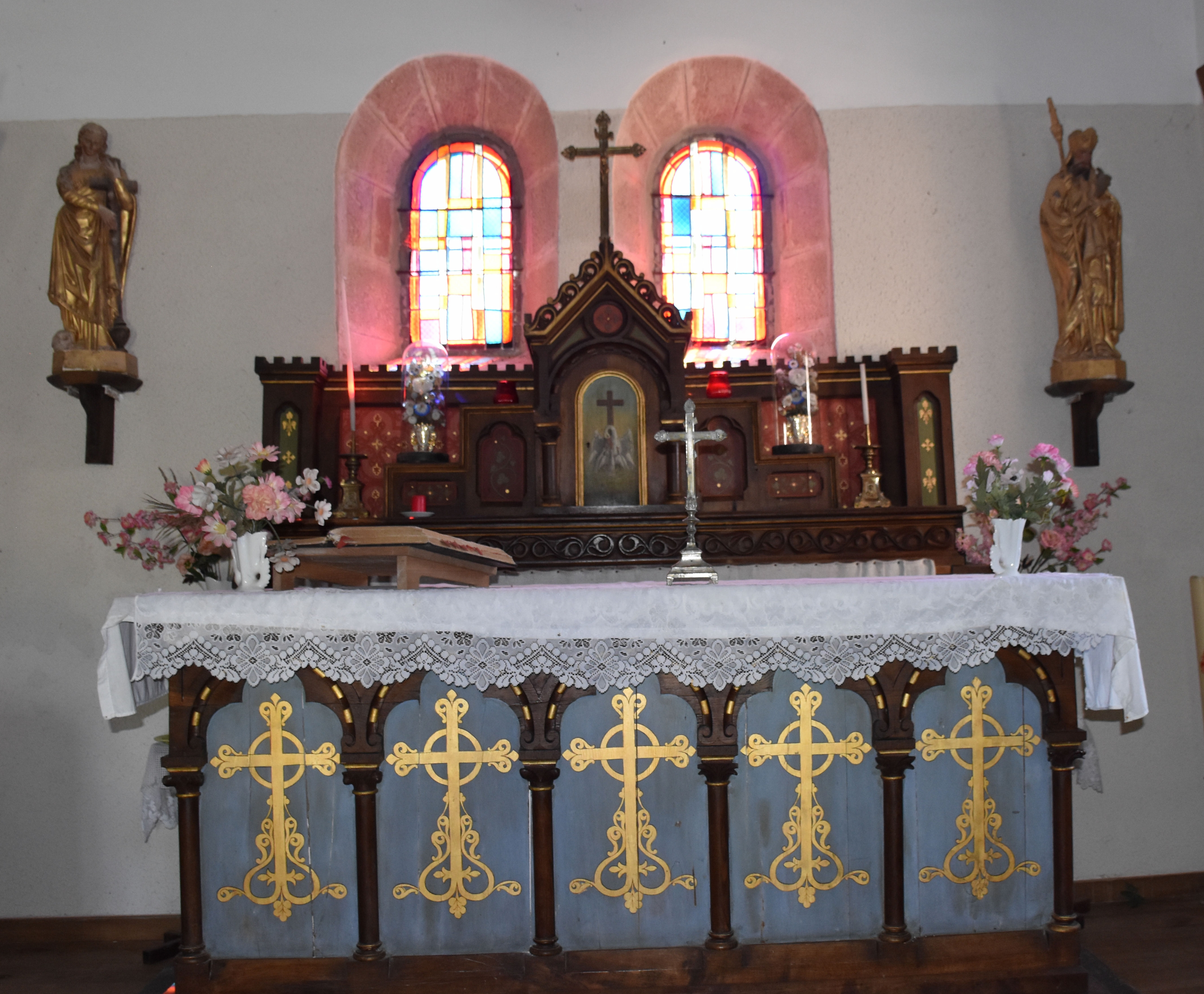
Le maître-autel
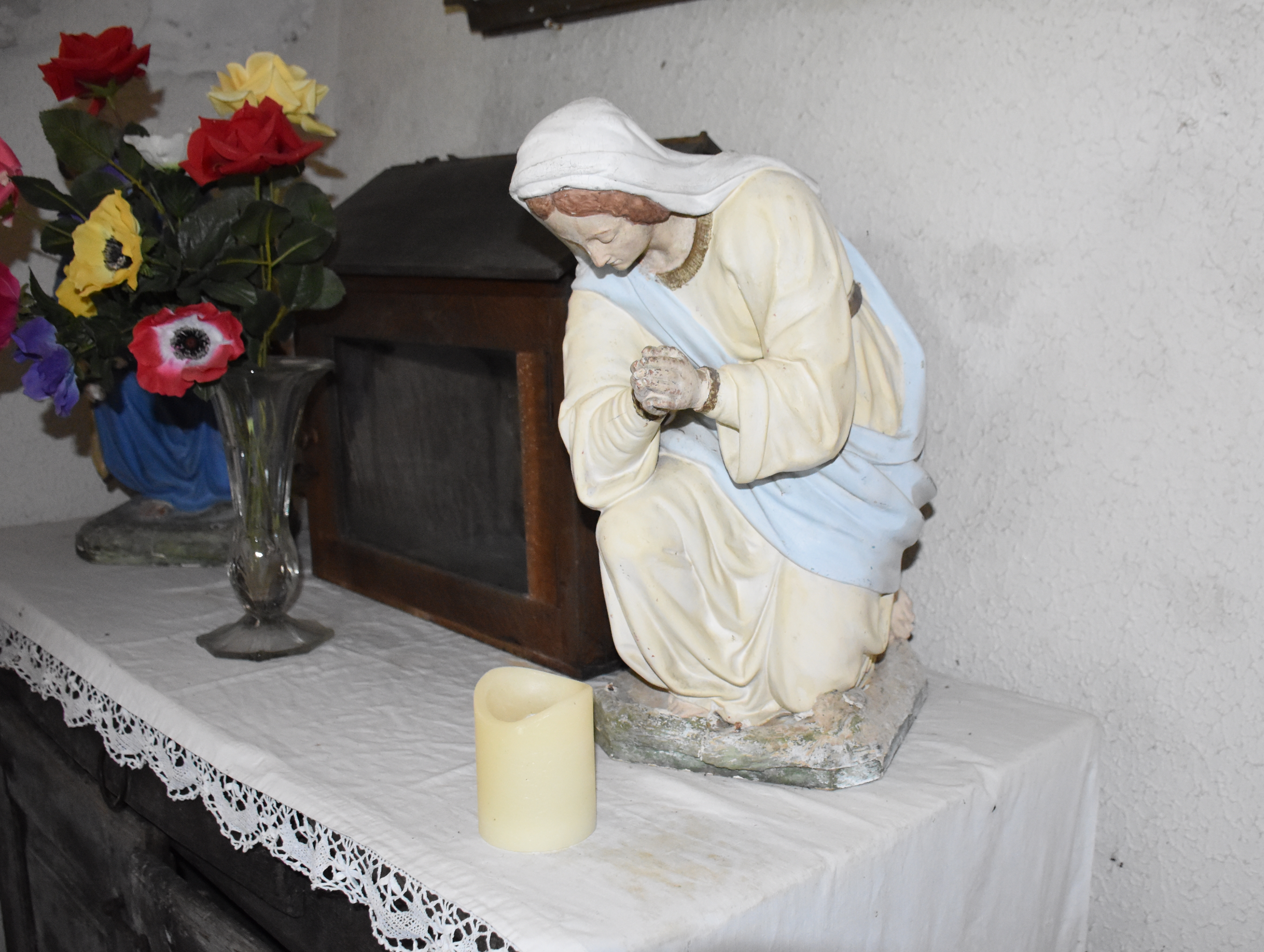
Vierge priant.

## Héraldique
| Blason de Millevaches | Blason  | Coupé : au 1er de gueules à la lettre M romaine d'argent, au 2e de sinople à une vache d'or accornée et onglée de sable. |
| Blason de Millevaches | Détails | Armes parlantes. Le statut officiel du blason reste à déterminer.                                                        |